# Михнев, Анатолий Львович
Анатолий Львович Михнев (1 июля 1909 года, Радуль — 3 октября 1970 года, Киев) — ученый-терапевт, Заслуженный деятель науки УССР, профессор, общественный деятель. Участник Великой Отечественной войны.

## Биография
Родился 1 июля 1909 года в деревне Радуль (ныне поселок Репкинского района Черниговской области) в семье сплавщика леса.
Оставшись сиротой в детском возрасте, он с 13 лет начал трудовую деятельность разнорабочим, затем сплавщиком леса. Одновременно он учился в сельской школе, после окончания которой в 1929 году поступил учиться в Киевский медицинский институт (ныне Национальный медицинский университет имени А. А. Богомольца).
В 1933 году, после окончания института был направлен по распределению на научную работу, зачислен в аспирантуру. Его научным руководителем был академик АН Украины и АН СССР Николай Дмитриевич Стражеско. В 1936 году Анатолий Львович защитил кандидатскую диссертацию.
После присуждения ученой степени кандидата медицинских наук А. Л. Михнев начал научно-педагогическую деятельность в должности ассистента кафедры факультетской терапии Киевского медицинского института, возглавляемой академиком Н. Д. Стражеско, в 1939 году был избран доцентом кафедры, работая одновременно в Институте клинической медицины и приобретая опыт в области лечения внутренних болезней.
С началом Великой Отечественной войны был мобилизован на фронт и до окончания войны был главным терапевтом военных госпиталей в звании майора медицинской службы. Результаты диагностики и лечения раненых на фронте были опубликованы им в монографии «Очерки военно-полевой терапии».
В 1944—1950 годах работал доцентом Киевского медицинского института. В 1948 году защитил докторскую диссертацию на тему: «Нарушение тканевого углеводного и белкового обмена при болезнях печени», выполнение которой обусловило необходимость проведения глубоких фундаментальных и клинико-лабораторных исследований и стало основой развития гепатологии, как отечественной науки.
С 1949 года Анатолий Львович — профессор Украинского научно-исследовательского института клинической медицины имени академика Н. Д. Стражеско, в 1952—1970 годах — его директор.
Анатолий Львович Михнев жил в Киеве, скончался 3 октября 1970 года в возрасте 61 года. Похоронен на Байковом кладбище.

## Научная работа

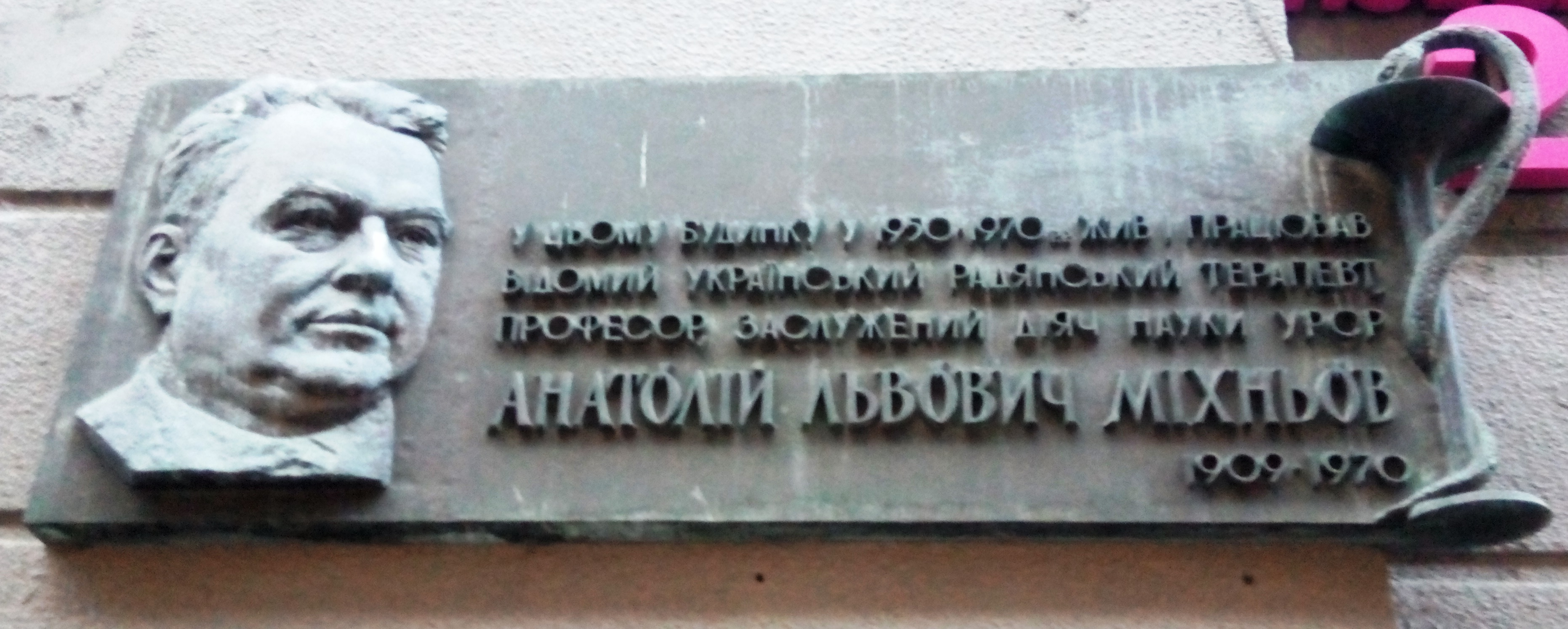
Мемориальная доска на доме в Киеве, где жил А. Л. Михнев

Анатолий Михнев является автором около 200 научных работ, в том числе восьми монографий. Подготовил более 40 учеников, среди которых академик Л. А. Пыриг, профессора Б. М. Безбородко, В. П. Безуглый, И. М. Ганджа, Н. А. Гватуа, М. С. Говорова, В. А. Горчаков, В. М. Дзяк, М. С. Заноздра, Г. В. Яновский и другие.
Область научных интересов: нарушение обмена веществ при заболеваниях внутренних органов.

## Награды и звания
- Орден Ленина.
- Орден Красной Звезды.
- Два ордена «Знак Почета».
- Медали.
- Заслуженный деятель науки и техники УССР